# Ignaz Semmelweis
Ignaz Philipp Semmelweis (alemão: [ɪˈɡnaːts ˈzɛml̩vaɪs]; em húngaro:  Semmelweis Ignác Fülöp; Buda, Reino da Hungria, 1 de julho de 1818 – Viena, Império Austríaco (atual Áustria), 13 de agosto de 1865) foi um médico húngaro de ascendentes alemães, conhecido como um pioneiro dos procedimentos antissépticos. Descrito como o "salvador das mães", Semmelweis descobriu que a incidência de infecção pós-parto (também conhecida como febre de parto) poderia ser drasticamente reduzida pelo uso da desinfecção das mãos em clínicas obstétricas. A infecção pós-parto era comum nos hospitais na metade do século XIX e frequentemente fatal. Semmelweis propôs a prática de lavar as mãos com hipoclorito de cálcio em 1847 quando trabalhava no Hospital Geral de Viena, onde as enfermarias dos médicos tinham o triplo da mortalidade das enfermarias da obstetrícia. Publicou o livro Etiologia, Conceito e Profilaxia da Febre Puerperal.
A despeito de várias publicações de resultados onde lavar as mãos reduziu a mortalidade para menos de 1%, as observações de Semmelweis entraram em conflito com as opiniões científicas e médicas estabelecidas da época e suas idéias foram rejeitadas pela comunidade médica. Semmelweis não forneceu nenhuma explicação científica aceitável para suas descobertas, e alguns médicos ficaram ofendidos com a sugestão de que deveriam lavar as mãos. A prática de Semmelweis ganhou ampla aceitação apenas anos após sua morte, quando Louis Pasteur confirmou a teoria microbiana das doenças e Joseph Lister, trabalhando sobre a  pesquisa do microbiologista francês, praticou e operou usando métodos higiênicos com grande sucesso. Em 1865 Semmelweis foi internado em um manicômio, onde morreu aos 47 anos de idade, após ter sido espancado pelos guardas, apenas 14 dias depois de ter sido internado.

## Família e anos iniciais

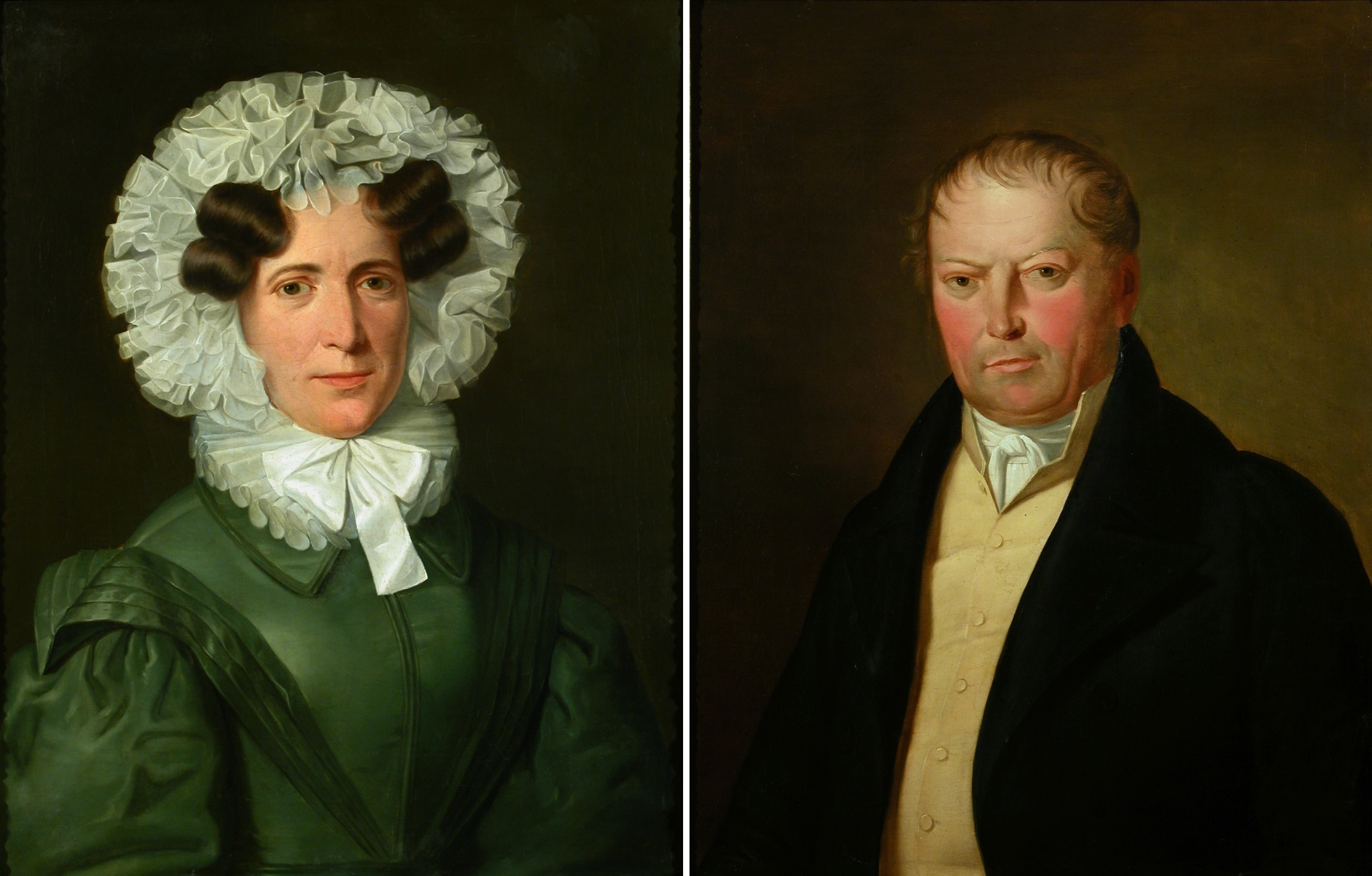
Teréz Müller e József Semmelweis, os pais de Ignaz Semmelweis

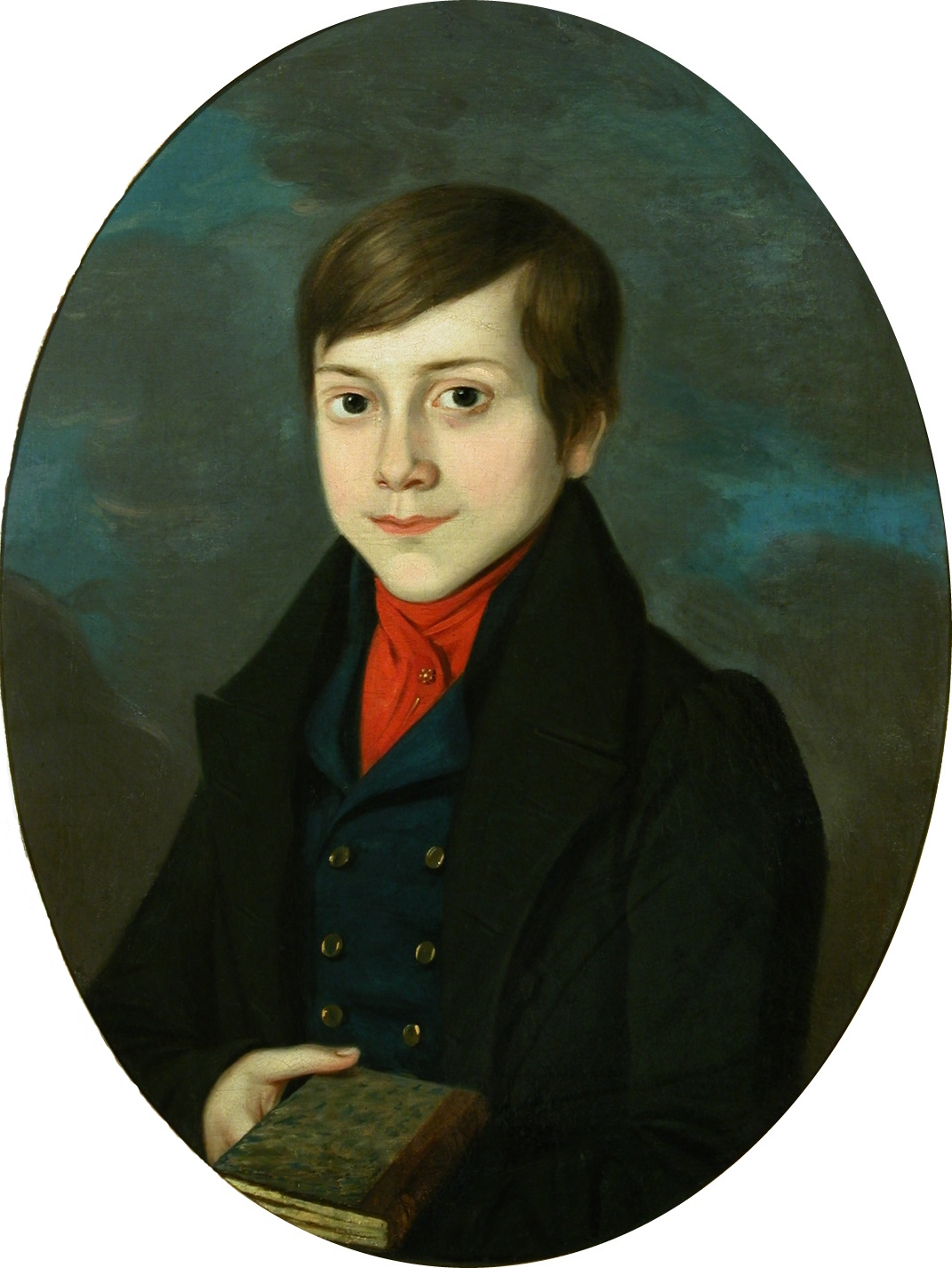
Ignaz Semmelweis ainda criança, em 1830

Ignaz Semmelweis nasceu em 1 de julho de 1818 em Tabán, arredores de Buda, Reino da Hungria, atualmente parte de Budapest. Foi o quinto de dez filhos de József Semmelweis, um próspero dono de armazém, e Teréz Müller.
Seu pai era de etnia alemã nascido em Kismarton, então parte da Hungria, hoje Eisenstadt na Áustria. Recebeu a permissão para estabelecer uma loja em Buda em 1806  e no mesmo ano abriu um atacado de especiarias e bens de consumo em geral. A companhia se chamava zum Weißen Elefanten (Ao Elefante Branco) em Meindl-Haus, em Tabán (hoje 1-3, Rua Apród, Museu Semmelweis de História da Medicina). Em 1810 ele já era um homem de posses e se casou com Teréz Müller, filha do construtor de carruagens Fülöp Müller.
Ignaz Semmelweis iniciou os estudos em Direito na Universidade de Viena no outono de 1837, porém, no ano seguinte, por razões desconhecidas, ele trocou de curso para Medicina. Obteve um doutorado em medicina em 1844. Mais tarde, após não conseguir uma indicação em uma residência em clínica médica, Semmelweis decidiu se especializar em obstetrícia. Entre seus professores estavam Karl von Rokitansky, Joseph Škoda e Ferdinand Ritter von Hebra.

## Teoria do envenenamento cadavérico

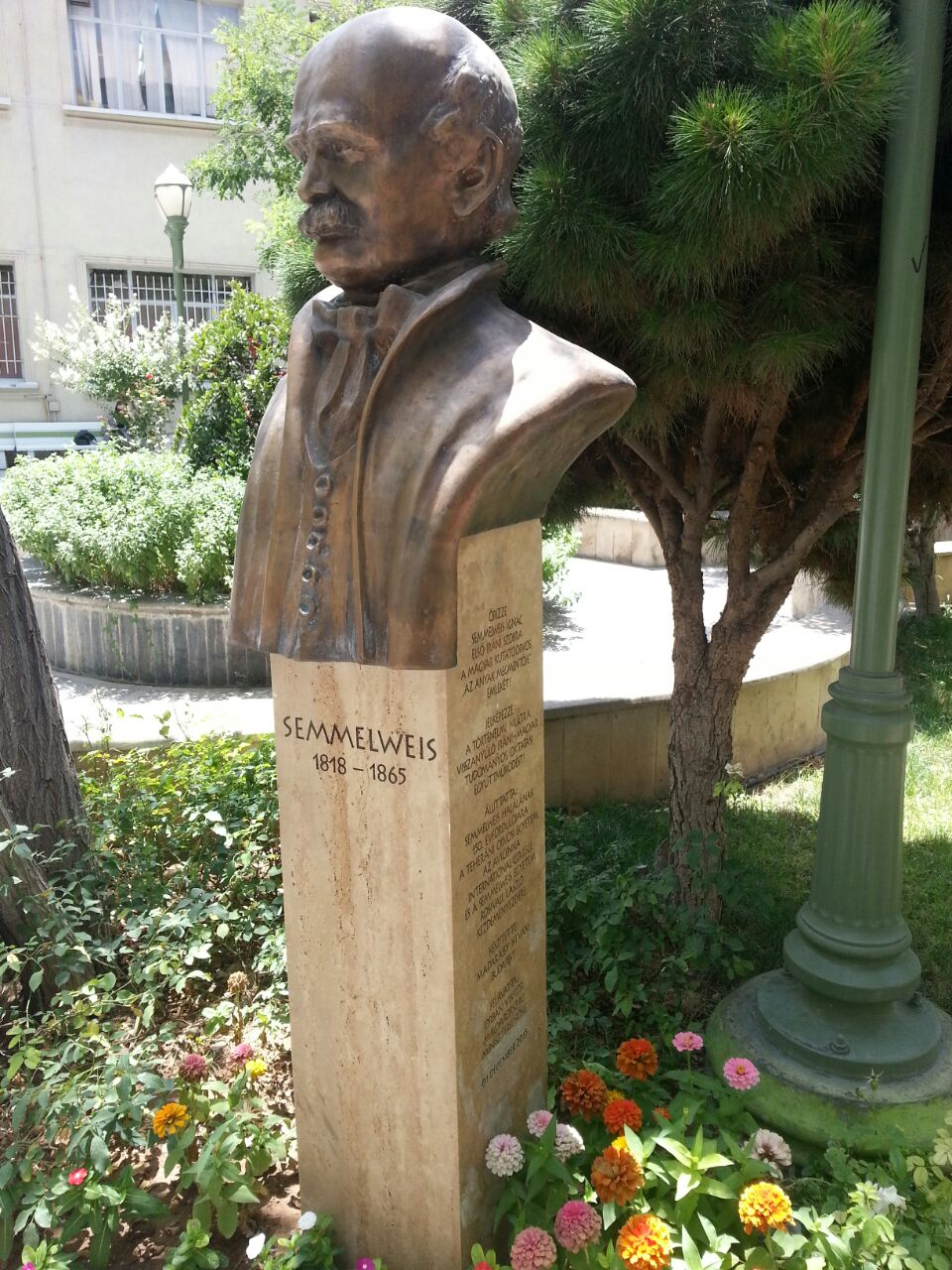
Busto de Semmelweis Universidade de Teerã

Semmelweis foi nomeado assistente do professor Johann Klein na Primeira Clínica Obstétrica do Vienna General Hospital em 1° de Julho de 1846. Uma posição comparável hoje em um hospital dos Estados Unidos seria o de "residente chefe". Seus deveres eram examinar pacientes todas as manhãs em preparação para as rondas do professor, supervisionar partos difíceis, ensinar os alunos de obstetrícia e ser "escriturário" dos registros.

Instituições de maternidade foram criadas em toda a Europa para resolver problemas de infanticídio de crianças ilegítimas. Elas foram criadas como instituições gratuitas e oferecidas para cuidar dos bebês, o que as tornou atraentes para mulheres carentes, incluindo prostitutas. Em troca dos serviços gratuitos, as mulheres seriam objeto de treinamento de médicos e parteiras. Duas clínicas de maternidade ficavam no hospital vienense. A Primeira Clínica teve uma taxa de mortalidade materna média de cerca de 10% devido à febre puerperal. A taxa da Segunda Clínica foi consideravelmente menor, com média inferior a 4%. Este fato era conhecido fora do hospital. As duas clínicas admitiam pacientes em dias alternados, mas as mulheres pediam para serem admitidas na Segunda Clínica, devido à má reputação da Primeira Clínica. 

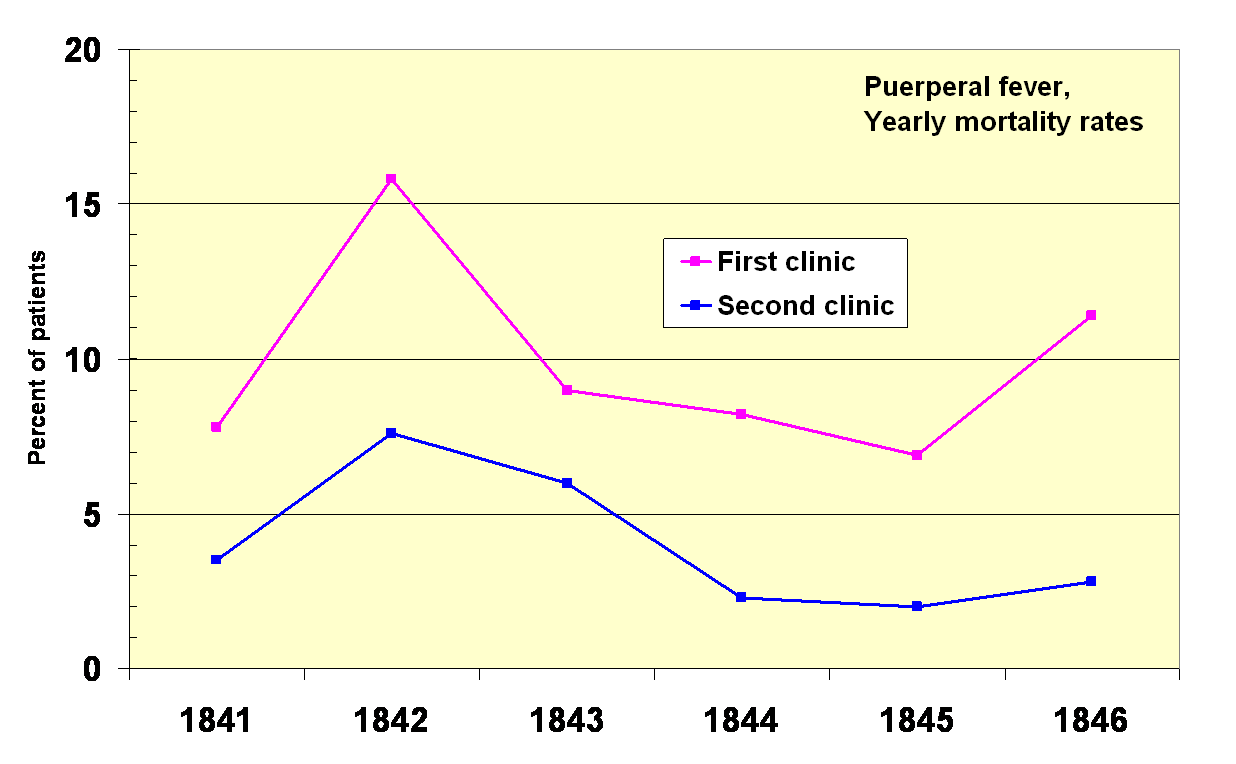
Taxas de mortalidade por febre puerperal na Primeira e na Segunda Clínicas no Hospital Geral de Viena 1841-1846: A Primeira Clínica apresenta a maior taxa de mortalidade.

Semmelweis descreveu mulheres desesperadas implorando de joelhos para não ficarem na Primeira Clínica.  Algumas mulheres até preferiram dar à luz nas ruas, fingindo ter dado um parto súbito a caminho do hospital (uma prática conhecida como nascimentos de rua), o que significava que ainda se qualificariam para os benefícios do cuidado infantil mesmo sem a admissão na clínica. Semmelweis ficou intrigado com o fato de a febre puerperal ser rara entre as mulheres que davam à luz nas ruas. "Para mim, parecia lógico que as pacientes que passaram por nascimentos de rua ficariam doentes pelo menos com a mesma frequência que aquelas que deram à luz na clínica. [...] O que protegeu aquelas que deram à luz fora da clínica dessas influências endêmicas desconhecidas e destrutivas?".
Semmelweis ficou seriamente preocupado que sua Primeira Clínica apresentasse uma taxa de mortalidade muito mais alta devido à febre puerperal do que a Segunda Clínica. Isso "me deixou tão infeliz que a vida parecia inútil". As duas clínicas usavam quase as mesmas técnicas, e Semmelweis começou a eliminar todas as diferenças possíveis, incluindo até práticas religiosas. A única grande diferença eram os indivíduos que trabalhavam lá. A Primeira Clínica era o departamento de ensino para estudantes de medicina, enquanto a Segunda Clínica havia sido selecionada em 1841 apenas para instrução de parteiras.
|      | Primeira clínica | Primeira clínica | Primeira clínica |  | Segunda clínica | Segunda clínica | Segunda clínica |
| Ano  | Nascimentos      | Mortes           | Taxa (%)         |  | Nascimentos     | Mortes          | Taxa (%)        |
| 1841 | 3.036            | 237              | 7,8              |  | 2 442           | 86              | 3,5             |
| 1842 | 3.287            | 518              | 15,8             |  | 2 659           | 202             | 7,6             |
| 1843 | 3.060            | 274              | 9,0              |  | 2 739           | 164             | 6,0             |
| 1844 | 3 157            | 260              | 8,2              |  | 2 956           | 68              | 2,3             |
| 1845 | 3 492            | 241              | 6,9              |  | 3 241           | 66.             | 2,0             |
| 1846 | 4 010            | 459              | 11,4             |  | 3 754           | 105             | 2,8             |

Ele excluiu a "superlotação" como causa, já que a Segunda Clínica estava sempre mais cheia e, no entanto, a mortalidade era menor. Ele eliminou o clima como causa, porque o clima era o mesmo. O avanço ocorreu em 1847, após a morte de seu bom amigo Jakob Kolletschka, que foi acidentalmente cutucado com o bisturi de um aluno enquanto realizava um exame post mortem . A autópsia de Kolletschka mostrou uma patologia semelhante à das mulheres que estavam morrendo de febre puerperal. Semmelweis propôs imediatamente uma conexão entre contaminação cadavérica e febre puerperal.
Ele concluiu que ele e os estudantes de medicina carregavam "partículas cadavéricas" nas mãos da sala de autópsia para as pacientes examinadas na Primeira Clínica Obstétrica. Isso explicava o fato das parteiras estudantes da Segunda Clínica, que não estavam envolvidas em autópsias e não tinham contato com cadáveres, terem uma taxa de mortalidade muito menor.
A teoria microbiana das doenças ainda não havia sido aceita em Viena. Assim, Semmelweis concluiu que um "material cadavérico" desconhecido causava febre no parto. Ele instituiu uma política de uso da solução de hipoclorito de cálcio para lavar as mãos entre o trabalho de autópsia e o exame dos pacientes. Ele fez isso porque descobriu que essa solução clorada funcionava melhor para remover o cheiro podre do tecido infectado da autópsia e, portanto, talvez destruísse o agente causal "venenoso" ou contaminante "cadavérico" hipoteticamente transmitido por esse material.
O resultado foi que a taxa de mortalidade na Primeira Clínica caiu 90% e foi comparável à da Segunda Clínica. A taxa de mortalidade em abril de 1847 foi de 18,3%. Após a instituição da lavagem das mãos em meados de maio, as taxas em junho foram de 2,2%, 1,2% em julho, 1,9% em agosto e, pela primeira vez desde a introdução da orientação anatômica, a taxa de mortalidade foi zero em dois meses no ano seguinte a essa descoberta.

## Esforços para reduzir a febre do parto
A hipótese de Semmelweis, de que havia apenas uma causa, unicamente a questão da limpeza, era extrema na época e amplamente ignorada, rejeitada ou ridicularizada. Ele foi demitido do hospital por razões políticas e assediado pela comunidade médica em Viena, sendo finalmente forçado a se mudar para Budapeste.
Semmelweis ficou indignado com a indiferença da classe médica e começou a escrever cartas abertas e cada vez mais furiosas para os principais obstetras europeus, às vezes denunciando-os como assassinos irresponsáveis. Seus contemporâneos, incluindo sua esposa, acreditavam que ele estava enlouquecendo e, em 1865, quase vinte anos após sua descoberta, ele foi internado no Landesirrenanstalt Döbling (hospício provincial). Ele morreu lá de choque séptico apenas 14 dias depois, possivelmente como resultado de ser severamente espancado pelos guardas. A prática de Semmelweis ganhou ampla aceitação apenas anos após sua morte, quando Louis Pasteur desenvolveu a teoria microbiana das doenças, oferecendo uma explicação teórica para as descobertas de Semmelweis. Ele é considerado pioneiro em procedimentos anti-sépticos.